# Georg Semper
Pour les articles homonymes, voir Semper.
Georg Semper est un entomologiste prussien, né le 3 août 1837 à Altona, où il est mort le 21 février 1909.

## Biographie
Ses collections de lépidoptères des Philippines sont conservées au Muséum Senckenberg de Francfort-sur-le-Main, celles d’Australie et d’Inde au Musée zoologique de Dresde et celles d’Europe dans diverses institutions européennes dont l’université de Hambourg. Avec ses demi-frères naturalistes, Karl Gottfried Semper (1832-1893) et  Otto Semper (de) (1830-1907), il travaille pour le compte du muséum Godeffroy.